# Memória implícita
Memória implícita é um tipo de memória no qual as experiências passadas auxiliam o desempenho de uma tarefa sem que haja consciência destas experiências anteriores.